# اختبار الأرنب
اختبار الأرنب أو اختبار فريدمن هو اختبار حمل قديم كان يتطلب قتل وتشريح أرنب للحصول على النتائج. تم تطوير هذا الاختبار في عام 1931 بواسطة موريس فريدمان وماكسويل إدوارد لافام في جامعة بنسلفانيا.

## الاختبار
هرمون الغونادوتروبين المشيمي البشري (hCG) يُنتج أثناء الحمل ويمكن العثور عليه في بول ودم المرأة الحامل؛ وهو يشير إلى وجود بيضة مخصبة مزروعة في الرحم. كان هناك اختبار سابق يُعرف باسم اختبار AZ، الذي طوره سيلمار أشهايم و برنهارد زوندك. عندما يتم حقن بول امرأة في الأشهر الأولى من الحمل في فئران أنثوية غير ناضجة، فإن مبايضها تتضخم وتظهر عليها علامات نضوج. كان يُعتبر هذا الاختبار موثوقًا، مع معدل خطأ أقل من 2%. كان اختبار فريدمان ولافام مشابهًا للغاية، ولكن استبدلا الفأر بالأرنب. بعد عدة أيام من الحقن، يتم تشريح الحيوان وفحص حجم مبايضه. حيث أصبح اختبار الأرنب اختبارًا حيويًا مستخدمًا على نطاق واسع لاختبار الحمل. تم تسجيل مصطلح "اختبار الأرنب" لأول مرة في عام 1949، وكان مصدر تعبير شائع "مات الأرنب" كدلالة على اختبار حمل إيجابي. في الواقع، كان هذا التعبير مبنيًا على مفهوم خاطئ شائع حول الاختبار. بينما كان الكثيرون يظنون أن الأرنب يموت فقط إذا كانت المرأة حاملاً، فإن جميع الأرانب المستخدمة في الاختبار كانت تموت لأنهم كانوا يحتاجون إلى تشريحها لفحص مبايضها.
وكان هناك بديل لاحق لاختبار الأرنب يُعرف باسم اختبارهوغبين، الذي استخدم ضفدع الزواحف الأفريقي، وكان يعطي نتائج دون الحاجة إلى فتح الحيوان. حيث أن اختبارات الحمل الحديثة لا تزال تعتمد على الكشف عن وجود هرمون hCG في الدم أو البول، لكنها لم تعد تتطلب استخدام حيوان حي.

## في وسائل الإعلام
تم ذكر اختبار الأرنب في عدة أعمال إعلامية بارزة:
- في فيلم اختبار الأرنب الكوميدي من عام 1978، تدور القصة حول أول رجل حامل في العالم.
- أغنية "Sweet Emotion" لفرقة إيروسميث من عام 1975 تحتوي على الكلمات: "لا يمكنك الإمساك بي لأن الأرنب قد مات".
- في حلقة "What's Up, Doc?" من مسلسل MASH* التي عرضت في 30 يناير 1978 (الموسم 6، الحلقة 20)، يتناول المسلسل موقفًا يتمكن فيه هوكاي من إجراء اختبار الأرنب لتحديد ما إذا كانت مارغريت حامل دون قتل أرنب رادار الأليف.
- في حلقة "Emancipation" من مسلسل House, M.D. (الموسم 5، الحلقة 8)، يُذكر الاختبار حيث يقول هاوس: "... اختبار الحمل يستغرق خمس دقائق فقط ولم نعد نقتل الأرانب".